# Російський міський романс
Російський романс, також російський побутовий романс, міський російський шансон — різновид сентиментальної співаної поезії з впливом «ромської музики». По суті, це російська легка музика, навчена за західними зразками. Жанр зародився в Російській імперії на початку 19 століття і досяг свого найвищого розквіту в 1910-1920-х роках. 
Провідний внесок у його становлення внесли композитори Олександр Аляб'єв, Олександр Варламов та Олександр Гурильов. У багатьох романсах присутні циганські мотиви. Протягом 19 століття було створено декілька підвидів — салонний романс, жорстокий романс, ромський романс тощо.
До початку 20 століття виникло кілька видів російського романсу. Елітний тип італійської оперної пісні, відомий як «салонний романс», протиставляється жанру нижчого класу «жорстокого романсу», який містить «сентиментальне залицяння, незаконне кохання, болісну відмову та часто самогубство». Вважається, що останній дав початок російському шансону.
Оскільки переміщення елементів блатного арго (феня) у формуванні російської мови одеситів — одеського міського койне, а також арго моряків чи комерсантів найпомітніше відбувається в періоди економічних та соціальних криз, цим пояснюється те, що в період революції та громадянської війни в Росії російський міський романс перетворюється на блатну пісню, а на початку 1990-их років зазнає другого народження виходом на естраду у вигляді «російського шансону». Особливого розвивитку тюремна пісня набуває у ХХ ст. в різних формах і піджанрах у руслі міського романсу (також у зв'язку з великим успіхом циганського романсу, і зокрема жорстокого романсу) і, ширше, так званої блатної пісні, пісні "злочинного, кримінального світу", пісні "босяцького жанру" тощо. Ці жанри стали поширюватися на естраді і до певної міри перетворилися на масове явище.

## Романтика 18 століття
У вісімнадцятому столітті «романсом» називали вокальний твір французькою мовою (навіть якщо він був написаний російським композитором), а твір з російським текстом називали «російською піснею». «Романсами» також називали пісні поетів, в яких звучали народні наспіви.

## Романтика 20 століття
Російський романс процвітав у 1910-1920-х роках, коли найкращими виконавцями були Анастасія Вяльцева, Варвара Паніна, Надія Плевицька, Тамара Церетелі, Петро Лещенко та Олександр Вертинський. На початку існування Радянського Союзу жанр був менш популярним, оскільки вважався пережитком дореволюційних «декадентських та буржуазних» настроїв, які панували протягом більшої частини 20-го століття.
У 1970-х роках з'явилося нове покоління співачок, таких як Валентина Пономарьова та Нані Брегвадзе. Кілька вокалістів довоєнної епохи, зокрема Ізабелла Юр'єва (1902–2000), Вадим Козін (1903–1994) та Алла Баянова (1914–2011), також повернулися до популярності наприкінці радянських років. Тож, і естрада частково продовжувала традицію так званих російських «романсів». У 1994 році Олександр Малінін отримав World Music Award як найбільш продаваний російський виконавець.
Олександр Малінін, Сергій Захаров і Олег Погудін є одними з російських співаків романсів, активних у 21 столітті.

## Відомі пісні
- Чорні очі (рос. Очи чёрные)
- Світи, світи, моя зірка (рос. Гори, гори, моя звезда)
- По Довгій дорозі (рос. Дорогой длинною)
- Вечірній дзвін (рос. Вечерний звон)